# مصطفى الصابونجي
مصطفى الصابونجي (1880-1954م) هو مهندس معمارى من الموصل. يذكر لمواقفه المناهضة للاحتلال البريطاني.

## ترجمته
من اعيان الموصل وكبار تجارها وهو ابن محمد باشا الصابونجي والشخص الوحيد الذي يحمل رتبة الباشوية من السلطان العثماني بين رجالات الموصل. اختار مصطفى الصابوني التجارة وكانت له علاقات وثيقة مع رجالات السياسة من الرعيل الأول، وله مواقف مشهودة ضد الاحتلال البريطاني واتصال مع الحركات الوطنية التي كان يمدها بالمساعدات المالية في نضالها الوطني. وقد ابعدته سلطات الانتداب البريطاني من الموصل إلى بغداد ولكنه استمر في اتصالاته مع قادة الثورة العراقية وشيوخ الجنوب وأصبح محل اقامته مجمعاً للمعارضين. ولماعاد إلى الموصل استقبل استقبالاً شعبياً لم تشهد مثله الموصل.
وكان لمصطفى الصابونجي إلى جانب نشاطه السياسي أعمال وطنية وخيرية كثيرة. وقد شارك في تأسيس جمعية الدفاع عن فلسطين وتبرع بمبالغ كبيرة لشراء الأسلحة للمجاهدين الفلسطينيين بعد عام 1948. كما كان له نشاط كبير في المجال الصناعي وقد اسس في الموصل مصانع السكاير والنسيج والكبريت والاسمنت وارسل على حسابه الخاص بعثات للدراسة في القاهرة وتبرع ببناء ردهة كبيرة للاطفال في مستشفى الموصل سميت باسمه ومنح من دون علمه وسام الرافدين تقديراً لذلك وكذلك شيد مدرسة ابتدائية سميت باسمه. وقد عرضت عليه الحكومة عدة مناصب فرفضها جميعاً وهو والد زوجة محمد حديد.

## عمران
قال بترميم وتجديد وبناء الكثير من الابنية ومنها:
- قبة مدرسة يونس النحوي
- جامع شيخ مجول
- جامع الصابونجي
- جامع الإمام إبراهيم
- جامع الشيخ حنش
- الجامع الكبير
- مدرسة مصطفى الصابونجي
- ضريح ابن الأثير